# Legend of the Lost
Legend of the Lost (Arenas de muerte en España y Leyenda de los perdidos en Hispanoamérica) es una película de aventuras dirigida por Henry Hathaway y protagonizada por John Wayne, Sophia Loren y Rossano Brazzi. Cabe destacar, que esta película fue la primera y última vez que John Wayne y Sophia Loren trabajaron juntos.

## Argumento
Paul Bonnard es un adinerado estadounidense que llega a Tombuctú para iniciar un viaje a través del Sahara. Su propósito es buscar un tesoro que encontró su padre. Para que la misión tenga éxito, él contrata a Joe January, un guía algo borrachín que le conducirá por el desierto. También se unirá una bella prostituta llamada Dita, que desea cambiar su vida y empezar de nuevo. De esa manera los tres se embarcarán en la aventura.

## Reparto
| Actor             | Personaje      |
| ----------------- | -------------- |
| John Wayne        | Joe January    |
| Sophia Loren      | Dita           |
| Rossano Brazzi    | Paul Bonnard   |
| Kurt Kasznar      | Prefecto Dukas |
| Sonia Moser       | Chica          |
| Angela Portaluri  | Chica          |
| Ibrahim El Hadish | Galli Galli    |

## Producción
La película se filmó entre el 2 de enero y el 10 de abril de 1957. Para los rodajes exteriores de la producción cinematográfica se filmó en cuatro localidades en Libia, es decir en dos localidades en Trípoli, en Gadamés y en Zliten. Para las escenas interiores se filmó en los Cinecittà Studios en Roma, Italia. Cabe también destacar, que John Wayne tuvo un accidente durante el rodaje, por lo que se tuvo que prolongar la filmación por tres semanas adicionales. Se rompió, para ser más preciso, la pierna.
Adicionalmente hay que destacar, que cuando se quiso estrenar la película en España, se puso en primer plano en el poster español de la película a Sophia Loren, ya que, en la España de entonces, Sophia Loren era mucho más famosa que John Wayne.

## Recepción
Cuando se estrenó, la crítica valoró la película como una de los más flojas de Henry Hathaway. Eso también se tradujo en un relativo fracaso en la taquilla en su momento.
En el presente la producción cinematográfica ha sido valorada en portales cinematográficos. En IMDb, con aproximadamente 3600 votos registrados por parte de los usuarios, la película obtiene una media ponderada de 6,1 sobre 10. En cuanto a Rotten Tomatoes, los más de 1000 votos registrados en el portal dieron a este filme una valoración media de 3,1 de 5. También cabe destacar, que en el periódico La Vanguardia los usuarios que dieron su opinión allí le dieron a la película una aprobación del 66%.